# Achterveld-Noord
Achterveld-Noord is een buurt van IJsselstein, in de Nederlandse provincie Utrecht. De wijk heeft 2845 inwoners (2023).. 
De buurt grenst met de klok mee aan Landelijk gebied Noord, IJsselveld-West, Eiterse Waard, Achterveld-Oost en Achterveld-West. De straatnamen in de buurt ten noorden van de Eiterse steeg zijn voornamelijk genoemd naar ridderhofstedes in de Provincie Utrecht. Ten zuiden van de Eiterse steeg vormen enkele straatnamen een referentie naar het verleden van de buurt en de rest is vernoemd naar oude beroepen. 

## Geschiedenis
De buurt is gelegen in de Neder Oudlandse Polder en kende aanvankelijk een agrarische functie met de bijbehorende bebouwing, met name langs de Achtersloot en de Zuid-IJsseldijk. Al in de 10e eeuw ontstond in het gebied al een dorpje, genaamd Eiteren. De kerk in het dorpje was gewijd aan Onze Lieve Vrouwe ten Hemelopneming. In de buurt is op de plaats van het kerkje een plantsoen met daarin de contouren van het kerkje in baksteen opgenomen. 
In de jaren 80 en de jaren 90 van de 20e eeuw is de buurt bebouwd met voornamelijk woningen. Daarbij is het zuidelijke gedeelte eerst ontwikkeld en het noordelijke gedeelte volgde daarna.

## Openbaar Vervoer
Langs de zuidkant van de buurt voert het tracé van de Utrechtse Sneltram met een halte genaamd Eiteren.
Stad: IJsselstein      Buurtschappen: Achtersloot · Klaphek · Knollemanshoek (deels)

Woonwijken: Centrum · Noord · West · Zuid

Woonbuurten: Binnenstad · Nieuwpoort · Groenvliet · Kasteelkwartier · Europakwartier · Oranjekwartier · IJsselveld-Oost · IJsselveld-West · IJsseloevers · Hazenveld en Overwaard · Panoven · De Hoven en De Boomgaard · De Tuinen · Het Hart · De Wereldsteden · De Rivieren · Het Staatse · Benschopperpoort en Het Podium · Achterveld-Zuid · Achterveld-West · Achterveld-Noord · Achterveld-Oost · Eiterse Waard · Landelijk gebied Noord · Landelijk gebied Zuid

Overige buurten: Rijpickerwaard · Paardenveld · Over Oudland · Industrieterrein Lage Dijk · Bedrijventerrein De Corridor
Utrecht · Plaatsen in de provincie      Nederland · Provincies · Gemeenten